# الكنيسة البيزنطية (قطاع غزة)
الكنيسة البيزنطية في قطاع غزة وهي اليوم عبارة عن بقايا كنيسة مسيحية، تضم قبورًا وأرضيات فسيفساء وحولها أعمدة رخامية على مساحة 850 متر مربع من بينها 400 متر مرصوفة بالفسيفساء، يزيد عمرها على 1700 عام، وعاصرت منذ نشأتها 24 إمبراطورًا بيزنطيًّا و14 خليفة مسلمًا من الدولتَين العباسية والأموية.

## الموقع وتاريخ الاكتشاف
تقع الكنيسة شمال شرق مدينة غزة ضمن الحدود البلدية لمدينة جباليا في المحافظات الشمالية – غزة، غرب طريق صلاح الدين” غزة – بيت حانون. ويرجع تاريخ بنائها إلى سنة 444م، زمن الإمبراطور البيزنطي (ثيودوسيوس الثاني) الذي حكم ما بين سنة (408م ـ 450م).
وتعتبر الكنيسة البيزنطية في جباليا من أهم الكنائس في بلاد الشام. منذ أن فتح الإسلام فلسطين عام 637م، استمر وجود الكنيسة حتى العصر الإسلامي العباسي، عهد الخليفة (أبو جعفر المنصور). المسيحيون والكنائس في فترة الحكم الإسلامي لفلسطين تشمل (16) نصًا يونانيًا قديمًا، ولا يمكن العثور على هذا الرقم في أي كنيسة في بلاد الشام.
تحتوي زخرفة الكنيسة على عدد كبير من الزخارف الهندسية والنباتية، واللوحات الشكلية، والمناظر الريفية، وأدوات الطبخ، والحيوانات الأليفة والحيوانات المفترسة من فلسطين وخارجها، وأنواع مختلفة من التونة، كما تضم مشاهد الصيد والأنهار والنخيل، ولكن تم تدمير معظم هذه الزخارف خلال حرب تدمير الأيقونات (107-252 م / 726-867 م)، ولم يكن هناك أي آثار لهذه العناصر الزخرفية يمكن إرجاعها أو إصلاحها.
والكنيسة مبنية على نظام الكاتدرائية، وهناك ثلاثة أروقة أوسعها الرواق الأوسط، وهناك كنيسة في الجهة الشمالية للكنيسة، وهذه هي طبيعة العمارة الفلسطينية للكنيسة التي تغطي مساحة من 500 متر مربع. في عام 2010، فحيث قامت وزارة السياحة والآثار بتركيب مظلة لحماية أرضية الفسيفساء من التآكل.
وتنقسم الكنيسة إلى ثلاثة أقسام: الأول مبنى الكنيسة حيث تقام مراسم الصلاة، والثاني هو الكنيسة الصغيرة، والثالث هو ممر المعمودية.

## الأرضيات الفسيفسائية
تضم الكنيسة لوحات فسيفسائية متنوعة وفريدة، وذات قيمة تاريخية وأثرية عالية في بلاد الشام، وصور الفنان العديد من الموضوعات عبر هذه اللوحات من خلال رصد مشاهد مختلفة من الحياة آنذاك:
1. أنواع اللحوم، مثل لحم الضأن، ولحم الخنزير، ونقانق اللحم، إلخ. ظهر هذا النوع لأول مرة على زخرفة الفسيفساء في العصر البيزنطي.
2. الجمع بين مجموعة متنوعة من الأسماك _ مثل «الجمبري» والأسماك المطبوخة والجاهزة للطهي.
3. «الجرجير، الكمثرى، التين، الرمان، الخوخ، العنب، الخروب، إلخ.» الفواكه والخضروات المختلفة.
4. هناك العديد من أدوات المطبخ، لذا فهي تجمع بين أواني القلي، والأواني، إلخ.
5. أطباق وسلال مصنوعة من أنواع مختلفة من القش، بعضها مليء بالطعام، وبعضها فارغ.
6. أنواع الأباريق الزجاجية بعضها ممتلئ وبعضها في وضع صب السائل.
7. بعض الأدوات والرموز المقدسة في المسيحية، كالنجوم والصلبان، تصنع عادة من خشب الأرز أو خشب الأرز، والصليب مجرم رفعه اليهود، وأصبح بعد المسيح زخرفة للرأس والصدر كما تمت إضافة أنواع من الحيوانات مثل السلاحف والفئران التي شاهدها مرارًا في المطبخ.
8. تستخدم العديد من الوحدات الزخرفية التي ذكرتها الكنيسة في تزيين أرضيات الفسيفساء، ومن أهمها:

- الوحدة النباتية: يستخدم فيها الأغصان والأوراق وعناقيد العنب وكذلك الوحدات النباتية المحسنة. لاحظنا هذا النوع على السجادة في الممر المركزي للكنيسة.
- الوحدات الحيوانية: يسود التبسيط والزخرفة المجردة. يتم استخدام العديد من الحيوانات، مثل الأسود والثيران والغزلان وغيرها، بالإضافة إلى مجموعة متنوعة من الطيور، مثل الحمام والطاووس وغيرها من الحيوانات الأسطورية والرمزية. يمكننا أن نرى ذلك في كنيسة جباليا، خاصة حول الكنيسة الصغيرة والمعمودية.
- الوحدات الهندسية: استخدم أنواعًا متعددة من الوحدات الهندسية، مثل الدوائر والماس والمثلثات والمربعات والمستطيلات والجداول والأشكال المتشابكة. يتكرر هذا النوع على السجاد المتنوع في كنيسة جباليا.
- الوحدة الرمزية: ظهرت في الكنائس رموز دينية متنوعة غالبًا ما تتكرر في الفن البيزنطي، مثل الحمائم ورموز الروح القدس والصلبان وأوراق الشجر وعناقيد العنب.[4]

## التصميم
عبارة عن أعمدة رخامية مكسورة ومقابر وزخارف هندسية وأرضيات فسيفساء ملونة وأروقة معمارية ومخطوطات وألواح كتابية يونانية؛ وفقًا لعلماء الآثار والخبراء الذين أشرفوا على عملية التنقيب والبحث، وهي من أكبر وأقدم الكنائس التي بنيت عام 444 م في عهد الإمبراطور البيزنطي ثيودوسيوس الثاني.
وقد بُنيت الكنيسة على النظام البازيلكي ذو الثلاثة أروقة، أوسعها الرواق الأوسط، وتحتوي الكنيسة على مكان العبادة (Chabel) من جهة الشمال وهذا طبيعة المعمار الكنسي في فلسطين، أما مساحتها فتبلغ 500 متر مربع.

## الانتهاكات الإسرائيلية
تتعرض الأماكن الأثرية في قطاع غزة إلى عدد من الانتهاكات من خلال القصف الذي يجعل هذه الأماكن عرضة للانهيار والدمار خصوصا بعد تعرض بعض تلك المعالم للقصف المباشر وغير المباشر خلال الحروب الإسرائيلية على قطاع غزة مثل موقع الكنيسة البيزنطية وتل أم عامر ومسجد المحكمة وغيرها من البيوت الأثرية.
وحذر وكيل الوزارة من الخطورة التي تواجهها هذه المواقع الأثرية نتيجة عدم توفر المواد اللازمة لإعادة ترميمها بما يدعم بقاءها والحفاظ عليها من تأثيرات العوامل الجوية التي تسببها المنخفضات الجوية في فصل الشتاء، معتبراً أن استمرار منع الاحتلال لمواد الترميم من دخول غزة هو استهداف واضح ومبرمج للآثار الفلسطينية بهدف طمس تلك المعالم حيث أوضح أن الوزارة تقوم باستخدام المواد المتاحة المتوفرة ضمن إمكاناتها المتواضعة لحماية المواقع الأثرية.
وأعرب عن استغرابه لاستمرار صمت المؤسسات الدولية عن سياسات الاحتلال الواضحة والعلنية الهادفة إلى تدمير الآثار في فلسطين عامة وفي غزة خاصة داعياً جميع الجهات المعنية بالآثار باستدراك خطورة المرحلة والتصدي لهذه السياسات عن طريق الضغط على الاحتلال لفتح المعابر وإدخال مواد الترميم اللازمة والسماح للخبراء بدخول غزة والمساهمة في دعم مشاريع الترميم وإعادة تأهيل ما تبقى من مواقع أثرية.
قصفت قوات الاحتلال الإسرائيلية الكنيسة البيزنطية مرة أُخرى خلال الحرب على غزة عام 2024.

## أعمال الترميم
تقوم منظمة الإغاثة الأولية الدولية منذ مطلع العام 2017، وضمن مشروع حماية وحفظ وتعزيز المواقع الأثرية التاريخية في قطاع غزة، الممول من المجلس الثقافي البريطاني-صندوق حماية الثقافة-، بأعمال ترميم وحماية في موقعي الكنيسة البيزنطية شرق مخيم جباليا، ودير القديس هيلاريون «تل ام عامر» في مخيم النصيرات جنوب مدينة غزة، بالتنسيق والتعاون مع وزارة السياحة والآثار في قطاع غزة، والشراكة مع خبراء المدرسة الفرنسية للآثار في القدس.
وشملت أعمال الحماية في مرحلتها الأولى إنشاء وتركيب مظلة حماية للأرضيات الفسيفسائية، والتي تساهم في حمايتها وإدامتها، وجري كذلك إنشاء وإقامة ممرات خشبية للزوار حتى يتسنى لهم مشاهدة الأرضيات الفسيفسائية بشكل واضح، ودون أن تطأ أقدامهم أرضيات الفسيفساء، أو أن تشكل أي ضرر لها.

## افتتاح الموقع للزوار
وتهدف أعمال الترميم في المكان إلى إعادة إحياء الموقع، وإعادة الروح للمكان بما يشكله من تراث إنساني فريد، وتعزيز علاقة الجمهور الفلسطيني بآثاره وتراثه، وفتح الموقع بما يضمن استدامته، وتنشيط السياحة الداخلية، وتعزيز التنمية الاقتصادية.
ومع إعادة تأهيل موقعي تل إم عامر الأثري في النصيرات، والكنيسة البيزنطية في جباليا، شهدا حركة زيارات غير مسبوقة ولافتة من المواطنين، للتعرف على آثارهم وتاريخ الحضارات القديمة التي استوطنت بلادهم.
كما عززت إعادة تأهيل المكان من تنشيط السياحة الداخلية، وزيادة وعي أكبر شريحة ممكنة بأهمية الحفاظ على الموروث الثقافي، من خلال تنفيذ حملات الزيارات الطلابية، والتي شهدت ارتفاعا ملحوظا عن الأعوام السابقة.